# 骨髓抑制
骨髓抑制，或稱骨髓功能抑制，是一種化學治療及使用某些影響免疫系統的藥物，如硫唑嘌呤，所引起的副作用。骨髓抑制在白血病化療时出现的概率尤其高。
骨髓是紅血球生成的地方，但這個過程會因骨髓抑制而減慢或停止。由於體內不能產生白血球抵抗入侵的細菌及病毒，會很容易引致有生命危險的感染。而且由於缺乏紅血球及血小板，亦有導致貧血及嚴重出血。
因硫唑嘌呤引起的骨髓抑制可以轉用其他藥物來治療，如移植器官時改用黴酚酸，或在類風濕性關節炎或克隆氏症改用其他疾病改變藥物等。因抗癌化學治療而造成的骨髓抑制則較難治療，在感染初期就須留院進行嚴格的感染控制和使用靜脈注射抗生素。